# Juazeiro do Norte
Juazeiro do Norte is een gemeente in de Braziliaanse deelstaat Ceará. De gemeente telt ongeveer 270.000 inwoners (schatting 2017).

## Aangrenzende gemeenten
De gemeente grenst aan Barbalha, Caririaçu, Crato en Missão Velha.

## Sport
De grootste voetbalclubs uit de stad zijn Guarani en ADRC Icasa. Deze laatste is de opvolger van Icasa EC, dat er in 1992 als enige club van buiten de hoofdstad Fortaleza in slaagde om de staatstitel te winnen. ADRC Icasa speelde ook enkele seizoenen in de Série B.

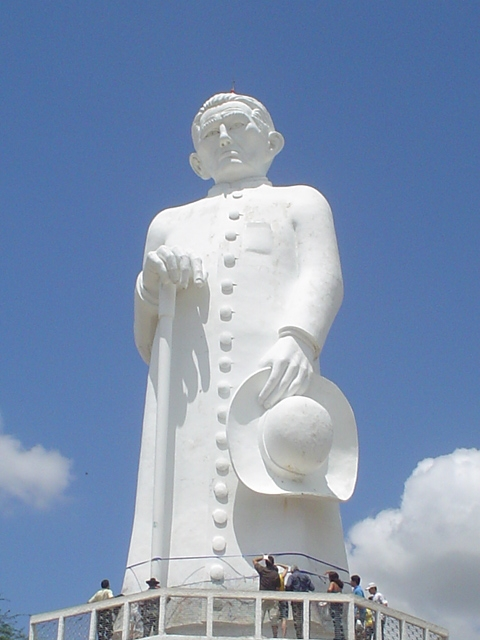
Standbeeld van Padre Cicero